# 2MASS J2126-8140
2MASS J2126-8140은 2009년에 발견된 외계 행성이다. 목성형 행성에 속하는 행성이다.

## 특징
2MASS J2126-8140은 2009년에 발견된 외계 행성으로 목성형 행성에 속하는 행성이다. 2MASS J21265040−8140293, 2MASS J2126-8140으로도 알려져 있으며 지구에서는 9486.927±1.111로서 111 광년 떨어진 M형 주계열성인 TYC 9486-927-1의 주위를 도는 외계 행성이다. 추정 질량, 나이 (10-45 백만 년), 스펙트럼 유형 (L3) 및 Teff (1800K)는 잘 연구된 행성인 화가자리 베타 b β와 매우 유사하다. 모항성에서 약 1조 킬로미터의 거리로 추정되는 이 별은 지금까지 발견된 가장 큰 태양계 중 하나이다. 이 행성은 지금까지 발견된 행성 중 가장 공전 주기가 긴 초장주기행성에 속하며 공전 주기가 무려 90만 년이다. 이로 인해서 처음 발견되었을 때는 항성을 공전하는 행성이 아닌 떠돌이 행성으로 생각됐을 정도였다. 이 행성은 지구와 태양과의 공전 거리를 무려 10,000만 배 멀리 떨어진 거리에서 공전하며 태양계에서 가장 먼 거리에서 공전하는 해왕성보다도 32 배나 먼 거리에서 공전하는 행성이 된다. 또한 이 행성은 목성보다 12~15배의 큰 크기를 가진 행성으로 지금까지 발견된 행성 중에서도 가장 큰 크기를 가진 행성에 속한다.

## 같이 보기
- 천문학
- 외계 행성
- 목성형 행성